# Schalch (Familienname)
Schalch ist ein Familienname.

## Bedeutung
Von goth. scalks; ahd. scalc; mhd. schalc = Knecht, Diener, Leibeigener – später von knechtischer Gesinnung, böser, ungetreuer, schadenfroher, loser Mensch. Siehe auch Gottschalk (Gottes Knecht).

## Varianten
Schalk; Schalck

## Verbreitung
In der Schreibweise Schalch kommt der Name überwiegend im Landkreis Bad Tölz sowie im schweizerischen Schübelbach vor. Auch in den Kantonen Schaffhausen und Thurgau ist das Geschlecht der Schalch auf mehrere Jahrhunderte zurück nachweisbar. Die Schreibweisen Schalck in Rheinland-Pfalz und Schalk in Bayern.

## Namensträger
- Ferdinand Schalch (1848–1918), Schweizer Geologe
- Franz Adolf Schalch (1814–1874), Schweizer Politiker und Richter
- Franz Xaver Schalch (um 1680–1730), Hofmeister des Klosters Urspring
- Johann Jakob Schalch (1723–1789), Schweizer Maler
- Maria Sybilla Josepha Zais Schalch (1770–1844), deutsche Hotelierin, siehe Maria Sybilla Josepha Zais

## Schalch in Schübelbach
In Schübelbach im Kanton Schwyz gibt es den Familiennamen Schalch. Seit 1331 leben in Schübelbach Leute mit dem Familiennamen Schalch.

### Geschichte
- 1331: Im Zinsenbuch des Fürstabts von Einsiedeln, Johann von Hasenburg, wird unter dem Titel „Ze dem Alten Rapreswile“ (Altendorf) auch eine „Schalchin“ zu einer Abgabe verpflichtet, denn „Item Heidi Schlchin git von dem Steinigen acker vnder dem Erfenberg ... ein viertel kernen.“
- 1446: In der Schlacht bei Ragaz fiel „Cunrad Schalch“
- ca. 1470: Im Jahrzeitenbuch von Tuggen steht unter dem 17. August folgender Eintrag: „Item lienhart schalk hatt gesetzt ... und ire vatter und mutter und Hanns schalk drei Schilling gelts...“ 
 29. Mai: „Item heiny schalch hatt gesetzt 6 Schilling...“
- 1970: Von den 38 Schalch lebt nur einer nicht in Schübelbach und dieser lebte im Vorderthal.

1. ↑  Aus einem Buch über Familiennamen des Bezirks March SZ

### Wappen
in dem Wappen ist ein grüner Dreiberg mit blauem Hintergrund zu sehen. Darauf steht ein wachsender Spross mit sieben Blüten, fünf davon sind geöffnet und strahlen in weißer Farbe. Darüber ist ein Halbmond und zwei Sterne abgebildet. Dieses Wappen soll den Friedhof von Schübelbach darstellen.